# Colin Wilson (hokeista)
Colin Wilson (ur. 20 października 1989 w Greenwich) – amerykański hokeista, reprezentant Stanów Zjednoczonych.
Jego dziadek Jerry (ur. 1937), ojciec Carey i wujek Geoff (obaj bliźniacy ur. 1962) także byli hokeistami.

## Kariera
- U.S. National U17 Team (2005)
- U.S. National U18 Team (2005-2006)
- Boston University (2007-2009)
- Nashville Predators (2009-2017)
  -  Milwaukee Admirals (2009-2010)
- Colorado Avalanche (2017-)

W drafcie NHL z 2008 został wybrany przez Nashville Predators. W kwietniu 2009 podpisał kontrakt z tym klubem na występy w NHL. W lipcu 2012 przedłużył kontrakt o trzy lata. W ołowie 2017 przeszedł do Colorado Avalanche. Rok potem przedłużył tam kontrakt o rok.
Grał w kadrach juniorskich USA. W barwach reprezentacji USA seniorów uczestniczył w turnieju mistrzostw świata w 2009.

## Sukcesy
Reprezentacyjne
- Srebrny medal mistrzostw świata juniorów do lat 17: 2006

Reprezentacyjne
- Złoty medal mistrzostw świata juniorów do lat 18: 2006
- Srebrny medal mistrzostw świata juniorów do lat 18: 2007

Klubowe
- Mistrzostwo NCAA: 2009

Indywidualne
- Mistrzostwa świata do lat 18 w hokeju na lodzie mężczyzn 2007/Elita:
  - Pierwsze miejsce w klasyfikacji kanadyjskiej turnieju: 12 punktów
- Mistrzostwa Świata Juniorów w Hokeju na Lodzie 2008/Elita:
  - Pierwsze miejsce w klasyfikacji strzelców turnieju: 6 goli
  - Jeden z trzech najlepszych zawodników reprezentacji
- Sezon NCAA (Zachód) 2007/2008:
  - Najlepszy pierwszoroczniak roku
- Sezon NCAA (Wschód) 2007/2008:
  - Drugi skład gwiazd
  - Najlepszy napastnik NCAA (New England)
- Mistrzostwa Świata Juniorów w Hokeju na Lodzie 2009/Elita:
  - Jeden z trzech najlepszych zawodników reprezentacji

## Statystyki
| 2009-10    | Nashville Predators | NHL        | 35  | 8  | 7  | 15 | 7  | 6  | 0 | 1 | 1 | 0 |
| 2009-10    | Milwaukee Admirals  | AHL        | 40  | 13 | 21 | 34 | 19 | –  | – | – | – | – |
| 2010-11    | Nashville Predators | NHL        | 82  | 16 | 18 | 34 | 17 | 3  | 0 | 0 | 0 | 0 |
| 2011-12    | Nashville Predators | NHL        | 68  | 15 | 20 | 35 | 21 | 4  | 1 | 0 | 1 | 0 |
| 2012-13    | Nashville Predators | NHL        | 23  | 5  | 10 | 15 | 4  | –  | – | – | – | – |
| NHL Ogółem | NHL Ogółem          | NHL Ogółem | 208 | 44 | 55 | 99 | 49 | 13 | 1 | 1 | 2 | 0 |